# Jean-Christian Tirat
Jean-Christian Tirat, né le 13 décembre 1953 au Kef, Tunisie, est un photographe humaniste et journaliste français.

## Biographie
Jean-Christian Tirat est né dans le Protectorat français de Tunisie d'un père officier servant dans la Légion étrangère et d'une mère infirmière de la Croix-Rouge française. Six mois plus tard, peu après la bataille de Diên Biên Phu, son père est tué en Indochine française. Pupille de la Nation, Tirat est alors adopté par son grand-père maternel, le ministre plénipotentiaire Maurice Baly, héros de la Campagne de Tunisie (7e régiment de tirailleurs marocains). Il lui transmet notamment sa passion pour la photographie et son érudition en histoire et culture musulmanes.
À la suite de l'indépendance de la Tunisie, sa famille s'installe à Toulouse où son grand-oncle paternel, le scientifique Léopold Escande, le sensibilise à la physique.
En 1973, le photographe toulousain Jean Dieuzaide l'intègre dans son équipe en tant qu'élève-assistant. Il débute en outre une carrière de reporter-photographe au sein du quotidien Sud Ouest et comme correspondant en Midi-Pyrénées des agences Sygma et MPB. Il participe en 1974 à l'accrochage de la première exposition de la Galerie municipale du Château d'eau, une rétrospective de l'œuvre de Robert Doisneau, puis aux Rencontres internationales de la photographie d'Arles où il côtoie notamment Ansel Adams, Brassaï, Henri Cartier-Bresson, Lucien Clergue et Jacques Henri Lartigue.

## Cambodge

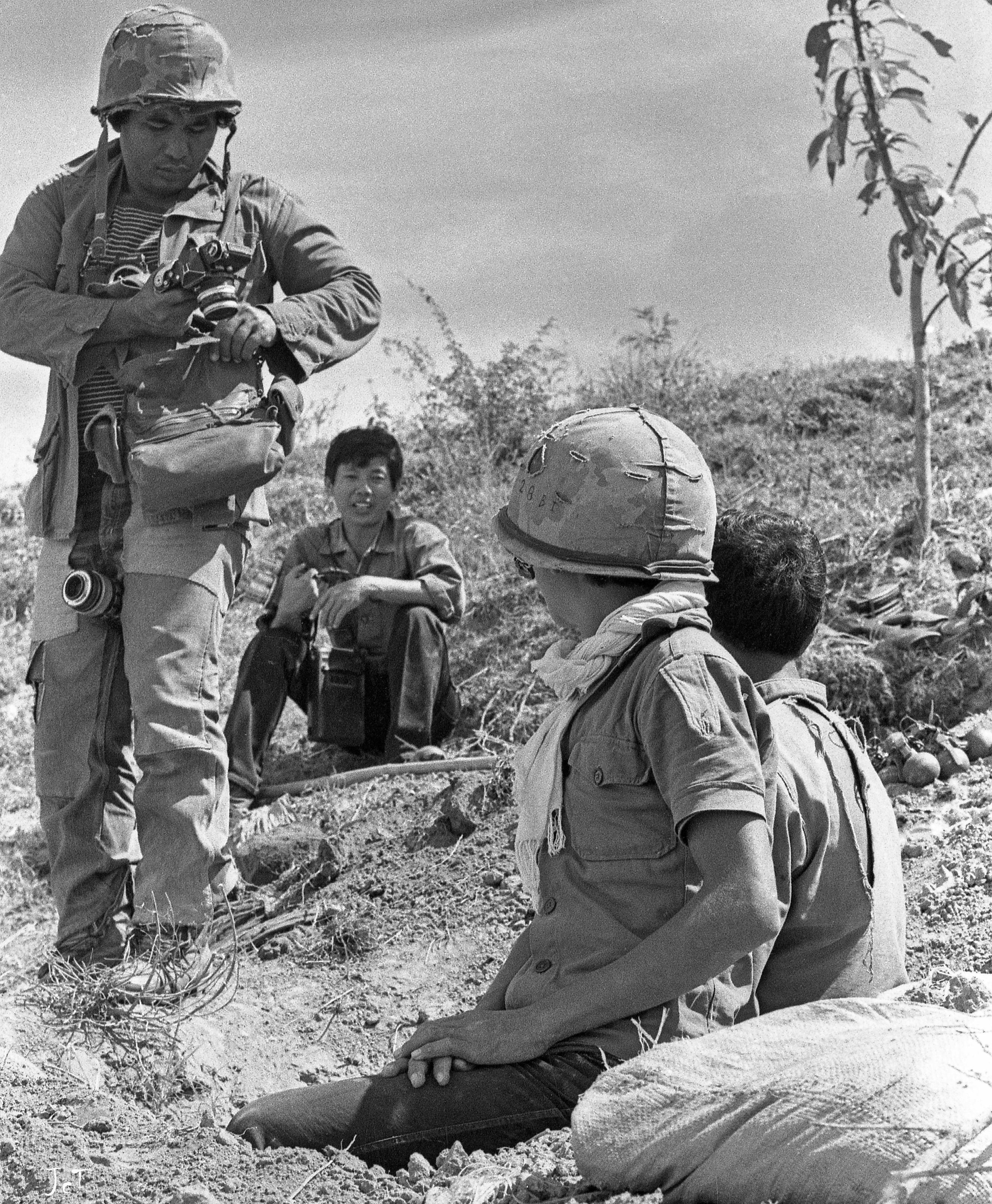
Portrait de son fixeur Tea Kim Heang, surnommé « Moon-Face ».
Photo: J.-C. Tirat (1975)

Pigiste de l'agence Sygma, Jean-Christian Tirat se rend en 1975 au Cambodge lors du siège de Phnom Penh mené par les maquisards Khmers rouges. Avec l'aide de ses fixeurs, les photographes cambodgiens Dith Pranh, Tea Kim Heang surnommé « Moonface » et Sou Vichith, il couvre les combats sur le front du Bassac, dans la proche banlieue de la capitale et se penche sur le sort des réfugiés. Il rencontre fortuitement le « capitaine » français Alexis-François Borella dit Dominique Borella. Cet ancien légionnaire devenu « conseiller militaire » combat les Khmers rouges en échange d'une rétribution symbolique. Blessé quelques heures après cette première rencontre, l'officier est évacué vers la clinique privée du médecin-commandant Paul-Henri Grauwin. Figure légendaire de la bataille de Diên Biên Phu, le médecin apprend au photographe que Borella est un ancien de la 13e demi-brigade de Légion étrangère, l'unité de son père en Tunisie. Les photographies de Tirat paraissent notamment dans Paris Match, l'hebdomadaire allemand Stern et l'hebdomadaire américain Newsweek. En septembre 2018, Séra, auteur franco-cambodgien de bandes dessinées historiques, s'inspire de ses photographies dans Concombres amers (Marabout), un récit graphique de 300 pages retraçant les racines du drame khmer, puis en 2023 dans L'Âme au bord des cheveux (Delcourt / Mirages) traitant du même sujet.

## Liban
En juillet 1976, lors de la première guerre civile, la « guerre de deux ans », Jean-Christian Tirat se rend au Liban peu après le massacre de la bourgade chrétienne de Chekka. Il est témoin de la bataille de Tel al-Zaatar. Contrairement à la majorité de ses confrères, il ne se contente pas de rester en zone pro-palestinienne dite « progressiste ». Il passe la « Ligne verte » marquant la frontière avec les quartiers chrétiens où il obtient un laisser-passer provisoire. Premier journaliste occidental à opérer dans cette zone, il y apprend que Borella, qui avait survécu à la chute de Phnom Penh, avait été tué par un sniper non identifié lors de la bataille dite « des Grands Hôtels ». Ces deux premiers reportages de guerre attirent particulièrement son attention sur les enfants soldats et la condition des orphelins de guerre. Le parcours de Borella l'incite aussi à s'intéresser à l'engagement de ces Français qui, plus idéalistes que réellement mercenaires, combattent sur des terres qui ne sont pas les leurs. Ses photos sont distribuées par l'agence Sygma et ses articles sont notamment publiés par Sud Ouest Dimanche.

## URSS
Le 1er septembre 1976, Jean-Christian Tirat est arrêté devant la station de métro Pouchkinskaia de Moscou, non loin de la place Rouge, en possession d'un texte favorable au respect des droits de l'homme et des accords d'Helsinki, signés par l'URSS un an auparavant. Incarcéré à Lefortovo, une maison d'arrêt du KGB à Moscou, il risque sept ans de détention. Le 3 octobre 1976, un commando réclamant sa libération bloque en forêt de Chantilly le train Nord-Express Paris-Varsovie-Moscou. Cette affaire aggrave la situation du reporter qui doit se soumettre à une autocritique télévisée puis publiée le 20 octobre par les trois journaux officiels de l'Union soviétique : la Pravda, la Komsomolskaïa Pravda et les Izvestia. Expulsé deux jours plus tard, il réfute aussitôt les termes d'une confession obtenue selon lui sous la contrainte. Mondialement relayée, cette autocritique sera utilisée par le KGB afin d'affaiblir la résistance du jeune Norvégien Bernt Ivar Eidsvig, lui-même incarcéré à Lefortovo pour des raisons comparables. Ce dernier se plie à sa propre autocritique le 24 octobre avant d'être expulsé d'URSS après 101 jours de détention. En 2005, Bernt Ivar Eidsvig a été ordonné évêque catholique d'Oslo.

## Rhodésie-Zimbabwe
En mars-avril 1977, Jean-Christian Tirat couvre les derniers soubresauts du régime de Ian Smith en Rhodésie (actuel Zimbabwe), « Un musée vivant, ultime témoin de ce que fut l'époque victorienne » écrira-t-il plus tard. Il arpente les townships de la banlieue de Salisbury (actuelle Harare), rencontre le leader d'opposition Abel Muzorewa et approche un groupe de Français engagés volontaires en faveur du régime blanc, notamment le Toulousain Hugues de Tressac. Il tente d'infiltrer leur unité combattante mais rapidement démasqué, il doit fuir le pays. Il apprendra plus tard que ces hommes ont rejoint le mercenaire Bob Denard dans ses derniers barouds aux Comores et au Tchad.

## Beaux-arts
Las des conflits, Jean-Christian Tirat ouvre en 1980 un atelier de photographie à l'École supérieure des beaux-arts de Toulouse et se tourne vers la photographie documentaire et artistique. Il engage notamment un travail exhaustif sur le canal du Midi et son histoire, le mouvement néorural et l'autoconstruction écologique toujours en vogue en Couserans, une petite région des Pyrénées ariégeoises qu'il parcourt à pied, à VTT, ou au guidon de motos de trial et d'enduro.

## Roumanie
Début 1990, peu après la chute du régime Ceaușescu, Jean-Christian Tirat participe au premier convoi humanitaire de la Croix-Rouge française en Roumanie : la mission Enfance Roumanie. Il découvre les terribles conditions de vie des orphelins dans les camin spital (foyer-hôpital). Passionné d'art et de motocyclisme, il établit à cette occasion des relations avec l'Académie des Beaux-arts de Bucarest et la Fédération roumaine de motocyclisme (FRM). Ses témoignages publiés dans les revues françaises Moto Revue, Moto verte et Le Monde de la moto provoquent un élan de solidarité inattendu qui aboutit en juillet 1990 à la distribution de plus de vingt tonnes de matériel destinées aux orphelinats, aux étudiants des Beaux-arts, ainsi que des équipements de protection pour les motocyclistes sportifs roumains. Jean-Christian Tirat découvre alors le monde rural des Carpates et de Transylvanie. Il parvient à convaincre le ministre de la Jeunesse et des Sports Bogdan Niculescu-Duvăz (en) et les dirigeants de la Fédération roumaine de motocyclisme (FRM) que ce potentiel inexploité sera l'avenir de l'écotourisme sportif en Roumanie. En 1991, il crée le Raid des Carpates, et entame une collaboration avec la presse spécialisée auto-moto de Roumanie.
En 1998 et 1999, il est à l'origine des deux premiers trials moto en salle d'Europe de l'Est. Comptant pour les championnats du monde de x-trial, ils furent organisés à Bucarest avec la participation de pilotes tels que les frères Camozzi, Steeve Colley, Greg Ereyes, Graham Jarvis et Marcel Justribo.
En 2015, Jean-Christian Tirat imagine les 120 Heures des Carpates - EnduRoMania, une épreuve d'enduro pour tous niveaux sans contrainte et respectueuse de l'environnement.
Parallèlement à ses activités humanitaires et sportives, il poursuit un travail photo documentaire essentiellement tourné vers la ruralité des Carpates et de Transylvanie.
Passionné de street art dans son acception néo-muraliste, la fresque, il est aussi depuis 2015 le correspondant pour la France du Festival international de street art de Timișoara (FISART) avec lequel il organise des échanges entre artistes roumains et toulousains, notamment dans le cadre de l'exposition toulousaine « Mister Freeze ».
Depuis 2022, Jean-Christian Tirat est correspondant de l'agence Sipa Press pour la Roumanie et l'Ukraine. Il documente notamment les traces laissées par la Mission militaire française en Roumanie de 1916 à 1919 (Mission Berthelot), son pendant actuel, la Mission Aigle dépêchée dans le cadre de l'OTAN à la suite de l'agression russe en Ukraine ; l'œuvre du sculpteur franco-roumain Constantin Brancusi ; la Via Transilvanica, un chemin de grande randonnée de 1 400 kilomètres traversant la Roumanie du nord au sud. Bordée par 1400 bornes sculptées dans de la roche d'andésite, elle serait selon lui la plus longue galerie d'art au monde.
Le photographe a aussi crée en juillet 2023, dans le cadre de Timisoara capitale européenne de la culture, le premier Festival International de photo-reportage avec notamment les expositions de Reza Deghati, José Nicolas et Séra (dessinateur).

## AZF
Le 21 septembre 2001, témoin et sinistré de l'explosion de l'usine AZF de Toulouse, Jean-Christian Tirat suit l'instruction judiciaire avec son confrère Franck Hériot pour un hebdomadaire parisien et les éditions Plon. Son analyse des faits le conduisent à douter de la thèse officielle selon laquelle la catastrophe aurait été causée par un mélange accidentel de produits incompatibles. Selon lui, l'hypothèse de l'explosion spontanée d'un ancien stock de nitrocellulose, un explosif produit sur place pendant la Grande Guerre, aurait mérité d'être instruite.

## Paratonnerres radioactifs
Son engagement en faveur de l'environnement est aussi reconnu à travers l'Inventaire national des paratonnerres radioactifs (Inaparad) qu'il crée en 2011. Cet inventaire d'intérêt général fut rapidement soutenu par l'Autorité de sûreté nucléaire, l'Agence nationale pour la gestion des déchets radioactifs, l'Institut de radioprotection et de sûreté nucléaire, ainsi que par des organisations telles que le Réseau Sortir du nucléaire et la Commission de recherche et d'information indépendantes sur la radioactivité. Les médias s'emparent du sujet,, mais début 2017, le site Internet sur lequel reposait l'inventaire est détruit par un acte malveillant. Seules les cartes localisant près de cinq mille paratonnerres radioactifs ont pu être sauvegardées.

## Dernières expositions
- Mars 2016 : Toulouse Beaux-Bars
- Avril 2016 : Toulouse Des Roumains[11]
- Juillet 2017 : Biennale Interfoto de Timișoara (Roumanie) - Invité spécial[12] pour son exposition Cambodge 1975.
- Septembre 2019 : Biennale Interfoto de Timișoara (Roumanie) - Invité spécial pour son exposition connexe à la crise des gilets jaunes Requiem for cash machines.
- Juillet 2023 : Initie le premier Festival international de photo-reportage « Brice Fleutiaux » de Timișoara, capitale européenne de la culture 2023. Il expose dans ce cadre Le drame cambodgien, en collaboration avec Séra, dessinateur, auteur franco-cambodgien de récits dessinés tels que Concombres Amers, éditions Marabout 2018, et L'Âme au bord des cheveux, éditions Delcourt 2023.